# Günter Jansen (Fußballspieler)
Günter Jansen (* 20. Januar 1932 in Duisburg; † 29. September 2019 in Edenkoben) war ein deutscher Fußballtorwart, der im Jahre 1960 mit Borussia Mönchengladbach den DFB-Pokal gewann.

## Laufbahn
Der Amateurspieler von VfB Duisburg, Günter Jansen, wechselte zur Runde 1952/53 als Vertragsspieler zum VfR Frankenthal in die Fußball-Oberliga Südwest. Er eröffnete am 24. August 1952 mit seinen neuen Mannschaftskameraden mit einem Heimspiel gegen den VfR Kaiserslautern die Spielzeit. Am nächsten Spieltag gehörte Frankenthal schon nicht mehr der Oberliga an: das DFB-Bundesgericht hatte den Ausschluss des Klubs und die Versetzung in die 2. Liga Südwest verfügt. Ein nachgewiesener Bestechungsversuch aus der Spielzeit 1951/52 war der Grund. Der Ex-Duisburger Torhüter belegte mit den Blau-Schwarzen in der 2. Liga den zweiten Platz und Frankenthal kehrte damit sofort wieder in die Oberliga zurück. Nach der Rückkehr belegte der VfR in der Runde 1953/54 mit 38:45 Toren den neunten Rang im Südwesten. Günter Jansen hatte dabei alle 30 Spiele das Gehäuse hinter der Abwehrformation Wilfried Gaa, Manfred Gräfenstein, Franz Löffler, Walter Blesch und Erich Rendler gehütet. Nur der souveräne Meister 1. FC Kaiserslautern (139:33) und Vizemeister FK Pirmasens (73:30) konnten eine bessere Bilanz bei den Gegentoren aufweisen. Nach zwei Jahren in Frankenthal unterschrieb er einen neuen Vertrag beim 1. FC Köln und wechselte damit in die Fußball-Oberliga West.
In zwei Jahren beim 1. FC Köln absolvierte der Torwart 58 Spiele für die Geißböcke. Während er sich in der ersten Saison noch mit Klaus Hartenstein im Tor mehr oder weniger abwechselte, war er im darauffolgenden Jahr unter dem neuen Trainer Hennes Weisweiler Stammtorwart und absolvierte alle 30 Rundenspiele. Am achten Spieltag, den 24. Oktober 1954, debütierte er beim Auswärtsspiel bei Schalke 04 im Tor der „Geißbock-Elf“. Trainer Kurt Baluses setzte ihn insgesamt in 20 Ligaspielen ein. In seiner dritten Runde beim 1. FC Köln, 1956/57, musste er sich mit der Reservistenrolle hinter dem Neuzugang Günther Klemm begnügen.
Das bewog ihn zur Runde 1957/58 zu Borussia Mönchengladbach zu wechseln, die im Sommer 1957 in die 2. Liga abgestiegen waren. Mit Trainer Fritz Pliska und Stürmer Albert Brülls (29 Spiele – 23 Tore) bildete er die Eckpfeiler zur sofortigen Rückkehr in die Fußball-Oberliga. Günter Jansen bestritt alle 30 Spiele in der Aufstiegsrunde und kassierte mit 37 Gegentreffer die wenigsten Tore in der II. Division im Westen in der Runde 1957/58. Auch in den zwei nächsten Runden in der Oberliga absolvierte der Torhüter jeweils alle 30 Ligaspiele für die Borussen. Sportlicher Höhepunkt wurde aber der Pokal im Jahre 1960. Zuerst setzte sich Gladbach – jetzt mit Trainer Bernd Oles – im Westdeutschen Pokal im Halbfinale mit einem 4:3-Erfolg gegen Borussia Dortmund durch und gewann dann am 24. August das Finale mit 3:1 Toren gegen den 1. FC Köln. Zweimal zeichnete sich dabei Ulrich Kohn als Torschütze aus, einmal vollstreckte Nationalspieler Albert Brülls. Sensationell dann im Halbfinale des DFB-Pokals am 7. September der 2:0-Erfolg gegen den amtierenden Deutschen Meister Hamburger SV. Hierbei zeigte Torhüter Jansen im neutralen Spielort Münster gegen Uwe Seeler, Klaus Stürmer und Gert Dörfel eine überragende Leistung. Auch im Finale am 5. Oktober 1960 in Düsseldorf gegen den Karlsruher SC, Gladbach gewann mit 3:2 Toren, gehörte Jansen zu den Leistungsträgern des Pokalsiegers.
Sein Erleben der Europapokalatmosphäre war dagegen eine bittere Pille: Am 30. Oktober 1960 verloren die Gladbacher mit 0:8 Toren im Ibrox Park das Rückspiel gegen Glasgow Rangers. Die Rangers zogen später in das Finale ein. Nach 71 Oberligaspielen – Manfred Orzessek war 1961 an den Bökelberg gekommen – wechselte Jansen zur letzten Oberliga-Runde 1962/63 zu ETB Schwarz-Weiß Essen. Die Mannschaft vom Uhlenkrug belegte den siebten Rang und Jansen hatte dabei 26 weitere Oberligaspiele bestritten. Schwarz-Weiß konnte mit dem Torverhältnis von 44:37 Toren mit der Formation Jansen, Karlheinz Mozin, Günter Krafczyk, Richard Kulot, Heinz Steinmann und Heinz Ingenbold auf eine solide Abwehr bauen und hatte dabei auch nur so viele Gegentore wie der Meister 1. FC Köln zugelassen.
Insgesamt absolvierte Günter Jansen von 1953 bis 1963 in der Fußball-Oberliga 177 Spiele und stieg zweimal in den Jahren 1953 und 1958 als Vizemeister der 2. Liga in die Oberliga auf.
In späteren Jahren war er als Verbandstrainer des Südwestdeutscher Fußballverbands tätig.